# كارل لودفيغ
كارل لودفيغ (بالألمانية: Carl Ludwig)‏ (و. 1816 – 1895 م) هو طبيب، وعالم وظائف الأعضاء، وأستاذ جامعي، من ألمانيا، ولد في فيتسنهاوزن، كان عضوًا في الأكاديمية الروسية للعلوم، والأكاديمية البروسية للعلوم، والأكاديمية الألمانية للعلوم ليوبولدينا، والأكاديمية الفرنسية للعلوم، والأكاديمية الأمريكية للفنون والعلوم، والأكاديمية الملكية السويدية للعلوم، والجمعية الملكية، توفي في لايبزيغ، عن عمر يناهز 79 عاماً.

## التعليم
تعلم في جامعة ماربورغ.

## مناصب وهيئات
أدار جامعة فيينا، وجامعة زيورخ، وجامعة لايبتزغ، وجامعة ماربورغ.

## جوائز
حصل على جوائز منها:
- وسام كوبلي (1884)
- وسام الاستحقاق للفنون والعلوم
- وسام الاستحقاق (بروسيا).

## روابط خارجية
- كارل لودفيغ على موقع الموسوعة البريطانية (الإنجليزية)